# Арбийо, Паскаль
Паскаль Арбийо (фр. Pascale Arbillot; род. 17 апреля 1970, Франция) — французская актриса.

## Биография
Паскаль Арбийо выросла в Париже и закончила Институт политических исследований, известный во Франции как  Sciences Po (1991). Она работала журналистом в издании, специализирующемся на финансах, пока не решила сменить профессию и не поступила на актёрские курсы Жана Перимони. В 1994 году Арбийо дебютировала на большом экране небольшой ролью в драме Серджио Гобби «Афера».
Какое-то время Паскаль играла эпизодические роли в кино и телесериалах, а также в театрах Парижа. В 2001 году она впервые сыграла одну из главных ролей в комедии «Грегуар Мулен против человечества». В 2010 году Арбийо снялась у Гийома Кане в фильме «Маленькие секреты» (и позднее в его продолжении). Тогда же, в конце 2000-х и начале 2010-х, Паскаль удостоилась нескольких наград за свои работы на телевидении и киноэкране (например, за лучшую комедийную роль на фестивале в Альп-д’Юэз, дважды).
Со второй половины 2010-х годов актриса чаще появляется в кино, хотя раньше, по её словам, более сдержанно относилась к выбору ролей. Среди фильмов с её участием — «Ги», «Моя собака Идиот», «Неувольняемый» (ремейк итальянского кассового хита «К чёрту на рога»), «Вечеринка на вылет».

## Фильмография

### Кино
- 1994 — Афера / L'Affaire

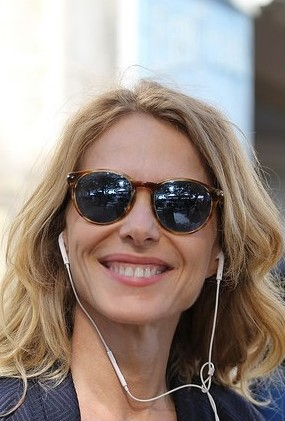
Паскаль Арбийо (2016)

- 1999 — Улыбка клоуна / Le Sourire du clown
- 1999 — Одна за всех / Une pour toutes
- 2000 — Внеземной / L'Extraterrestre
- 2001 — Грегуар Мулен против человечества / Grégoire Moulin contre l'humanité
- 2002 — Полный покой / Plus haut
- 2003 — Все девчонки безумны / Toutes les filles sont folles
- 2004 — Клара и я / Clara et Moi
- 2005 — Релакс-зона / Espace Détente
- 2005 — Эди / Edy
- 2006 — Ад / Hell
- 2006 — Весна в Париже / Un printemps à Paris
- 2008 — Наш безжалостный мир / Notre univers impitoyable
- 2008 — Расскажи мне о дожде / Parlez-moi de la pluie
- 2009 — Коко / Coco
- 2009 — Развод / Divorces
- 2010 — Лучшие друзья в мире / Les Meilleurs Amis du monde
- 2010 — Маленькие секреты / Les Petits Mouchoirs
- 2010 — Маленький мир / Je n'ai rien oublié
- 2011 — Верное дельце / Une pure affaire
- 2011 — Искусство любить / L'Art d'aimer
- 2011 — Все наши желания / Toutes nos envies
- 2014 — Другая Бовари / Gemma Bovery
- 2014 — Папа не играл в Роллинг Стоунз / Papa Was Not a Rolling Stone
- 2015 — Полный пансион / Pension complète
- 2016 — Июль-август / Juillet Août
- 2017 — 50 весенних дней / Aurore
- 2017 — Мэрилин / Maryline
- 2017 — Найти сына / Momo

- 2018 — Ги / Guy

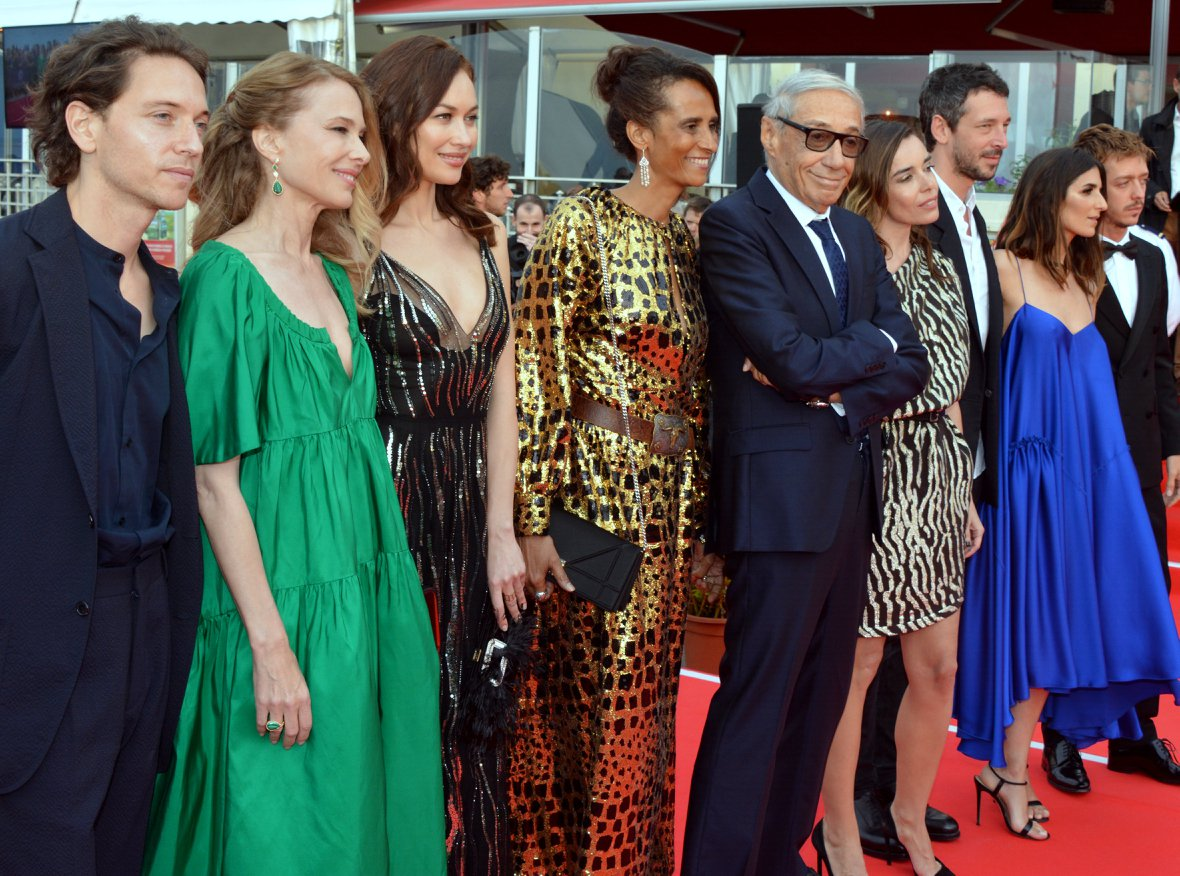
Арбийо (вторая слева) и другие члены большого жюри на кинофестивале в Кабуре (13 июня 2018)

- 2018 — День матери / La Fête des mères
- 2019 — Маленькие секреты большой компании / Nous finirons ensemble
- 2019 — Моя собака Идиот / Mon chien Stupide
- 2019 — Куда ты, туда и я / J'irai où tu iras
- 2019 — Лучшее впереди / Le meilleur reste à venir
- 2020 — Шальная пуля / Balle perdue
- 2020 — Мой кузен / Mon cousin
- 2020 — Напоказ / Les Apparences
- 2021 — Президенты / Présidents
- 2021 — От кутюр / Haute Couture
- 2022 — Неувольняемый / Irréductible
- 2022 — Вечеринка на вылет / Murder Party
- 2022 — Маэстро / Maestro(s)
- 2022 — Шальная пуля 2 / Balle perdue 2
- 2023 — Жизнь / Vivants

### Сериалы
- 1998 — Серийные преступления / Crimes en série
- 2005–09 — Merci, les enfants vont bien
- 2018 — Гений / Genius

## Личная жизнь
Паскаль Арбийо была в отношениях с режиссёром и актёром Артюсом де Пенгерном, который снял её в своём первом полнометражном фильме «Грегуар Мулен против человечества». В кино, как и в жизни, Арбийо и де Пенгерн сыграли влюблённую пару. Когда они расстались, партнёром Паскаль стал сценарист и режиссёр Брюно Шиш, у них есть общий сын, родившийся в 2005 году.